# フットメディア
株式会社フットメディア（Footmedia Co.,Ltd）は、スポーツメディアに関わるマネージメント事務所。フリーアナウンサーの西岡明彦（元広島ホームテレビアナウンサー）が代表取締役社長を務める。

## 概要
2004年3月に「有限会社フットメディア」として設立。設立のきっかけは、元サッカー日本代表の森保一が、引退を機に親交の深かった西岡と共著『ぽいち 森保一自伝―雑草魂を胸に』(フロムワン・ISBN 978-4757210158) を上梓した際、その印税を折半しやすくするために、森保と西岡の個人事務所として設立したものだった。
西岡本人はあまり規模を大きくするつもりはなかったというが、西岡自身がそうであったようにイギリス留学から帰国した若者を受け入れたり、西岡を慕う若いアナウンサーの悩みを聞いて時には受け入れ、さらには森保と西岡の関係に憧れを抱いていたという森崎和幸・森崎浩司兄弟の代理人を引き受けた結果、アナウンサーや解説者の所属事務所、選手の代理人業やマネジメント業、出版物の企画・編集も行う、西岡曰く「サッカーについてなんでもやる」会社へと発展していく。
英国フットボール・ライターズ協会のチェアマンであるジェリー・コックスが代表を務める「スポーツ・ニュース・エージェンシー」および「スポーツ・ブロードキャスティング・カンパニー」と提携している。

## 所属メンバー

### 現在
指導者
- 森保一（サッカー日本代表監督）
- 小林伸二（栃木SC監督）
- 森山佳郎（ベガルタ仙台監督）
- 森崎和幸（元 サンフレッチェ広島選手）
- 西ヶ谷隆之（ シンガポール監督）
- 森崎浩司（サンフレッチェ広島アンバサダー）
- 神川明彦（スフィーダ世田谷FC監督）

選手
- 井上詩音（名古屋グランパス）
- 宮吉拓実（京都サンガF.C.）
- 岡崎亮平（ブラウブリッツ秋田）
- 河野貴志（ブラウブリッツ秋田）
- 丹羽詩温（ブラウブリッツ秋田）
- 鈴木喜丈（ファジアーノ岡山）
- 高橋諒（ファジアーノ岡山）
- 岡崎慎（ファジアーノ岡山）
- 堂鼻起暉（福島ユナイテッドFC）
- 生地慶充（FC岐阜）
- 松本歩夢（FC岐阜）
- 安藤一哉（AC長野パルセイロ）
- 大野佑哉（AC長野パルセイロ）
- 森川裕基（AC長野パルセイロ）
- 田中悠也（ギラヴァンツ北九州）
- 大石悠介（ラインメール青森）
- 山口和樹（ラインメール青森）
- 吉田将也（ラインメール青森）
- 中山雄希（ヴェロスクロノス都農）

コメンテーター
- 西岡明彦（元広島ホームテレビ、代表取締役）
- 石原敬士（元テレビ新広島）
- 永田実（元TOKYO FM）
- 河村太朗（元NHK）
- 笹川裕昭（元エフエム群馬）
- 原大悟（元お笑い芸人）
- 福田浩大（元山陰中央テレビ）
- 藤田崇寛（元西日本放送）
- 小林惇希（元信越放送）
- 瀬﨑一耀（元静岡放送）
- 田代純（元NHK）

解説者
- 渡邉一平（元プロサッカー選手、サッカー指導者）
- 戸塚啓（スポーツライター、サッカー解説者）

### 過去
指導者
- 桑原隆（元 ジュビロ磐田・横浜F・マリノス監督）
- 菅野将晃（前 ノジマステラ神奈川相模原監督）
- 小島光顕（KOJIMAサッカースクール主宰）

選手
- 増田卓也（現役引退）
- 服部一輝（現役引退）
- 武颯（FC大阪）
- 柳雄太郎（Y.S.C.C.横浜）

コメンテーター
- 福谷貞夫（元 山口放送アナウンサー。現在は日本海テレビアナウンサー）
- 横内洋樹（元 山梨放送アナウンサー。現在はWOWOWアナウンサー）
- 野村明弘（元 長崎文化放送アナウンサー）
- 若月弘一郎（元NHK）